# Programul Surveyor

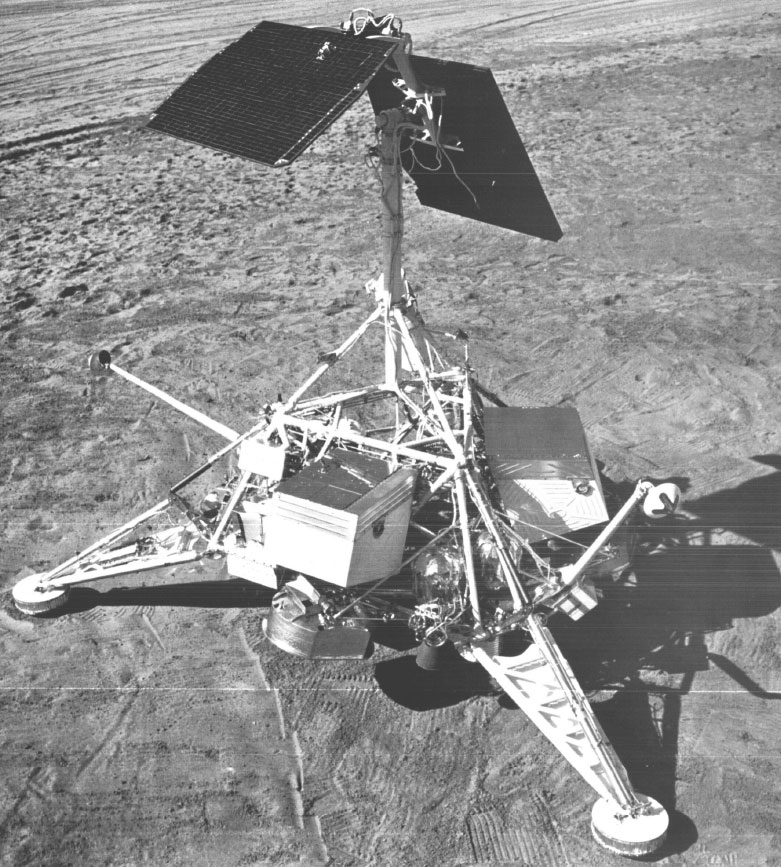
Un model terestru al unei sonde Surveyor

Programul Surveyor a fost un program NASA care, din decembrie 1964  până în ianuarie 1968, a trimis șapte nave spațiale robotizate pe suprafața Lunii. Scopul său principal era să demonstreze fezabilitatea unei aterizări moi pe Lună. Nava Surveyor a fost prima navă spațială americană care a realizat o aterizare moale pe un corp extraterestru. Misiunile au cerut ca nava să călătorească direct spre Lună pe o traiectorie de impact, o călătorie care a durat 63 până la 65 de ore și s-a încheiat cu o decelerație de puțin peste trei minute până la o aterizare moale. Programul a fost implementat de Jet Propulsion Laboratory (JPL) de la NASA în pregătirea Programului Apollo. Costul total al programului Surveyor a fost de 469 milioane USD.
Cinci dintre navele Surveyor au aterizat cu succes pe Lună. Celelalte două au eșuat: Surveyor 2 s-a prăbușit cu viteză mare după o corecție eșuată la jumătatea cursului, iar Surveyor 4 a pierdut contactul (posibil a explodat) cu 2,5 minute înainte de aterizarea programată.
Toate cele șapte nave spațiale sunt încă pe Lună; nici una dintre misiuni nu a inclus întoarcerea lor pe Pământ. Unele părți ale Surveyor 3 au fost returnate pe Pământ de către echipajul Apollo 12, care a aterizat lângă acesta în 1969. Aparatul de fotografiat al acestei nave este expus la Muzeul Național al Aerului și Spațiului din Washington DC.

## Obiective

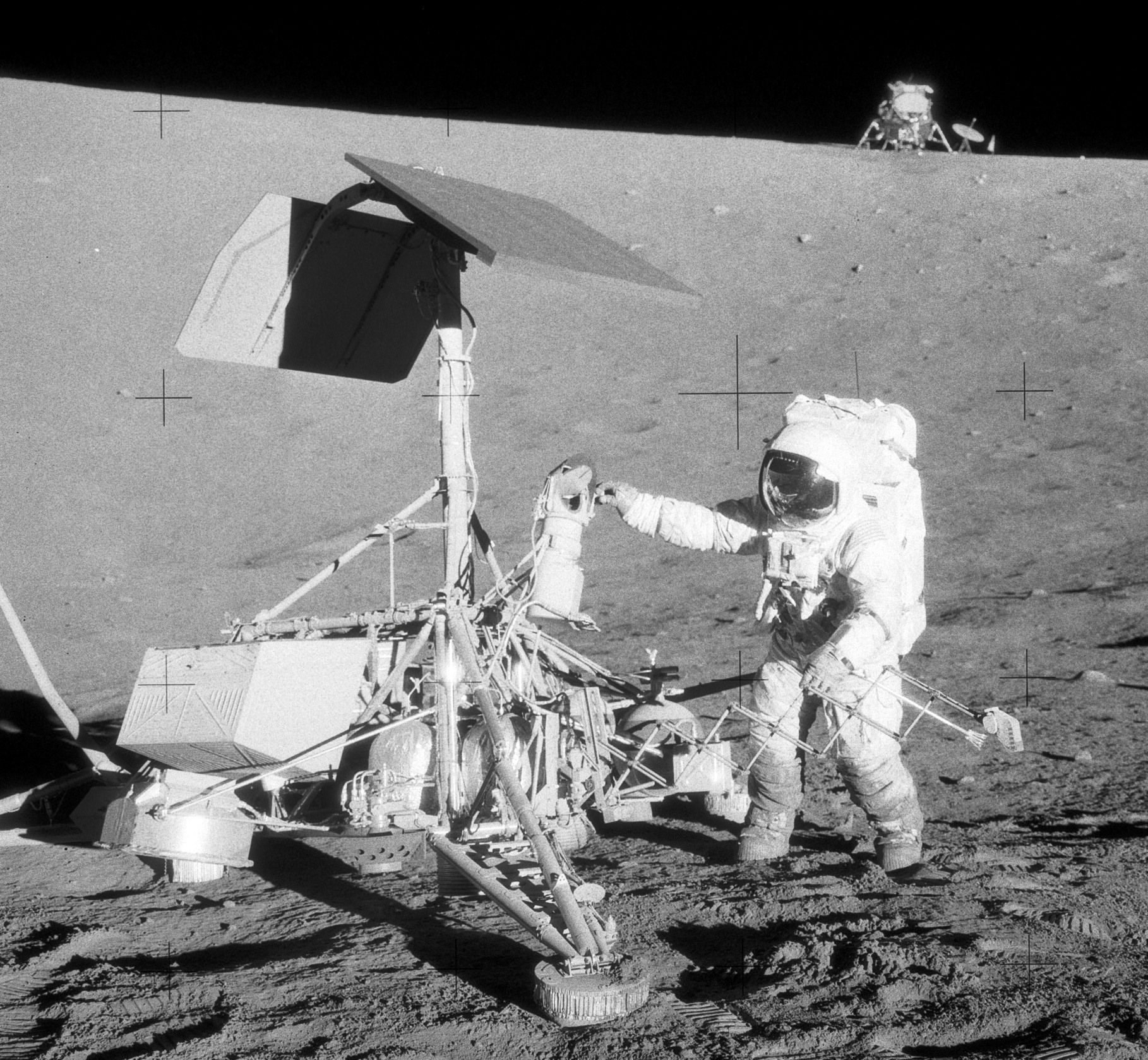
Astronautul Pete Conrad din misiunea Apollo 12 lângă Surveyor 3, 1969. Modulul Lunar în fundal.

În plus față de obiectivul său principal (de a demonstra o aterizare moale), au fost testate și perfecționate și alte aspecte ale navigației spațiale, precum și numeroase teste efectuate pe Lună. A fost demonstrată abilitatea navei spațiale de a efectua corecții în curs, iar instrumentele purtate de sonde au  ajutat la evaluarea locului adecvat de aterizare pentru misiunile Apollo cu echipaj. Mai multe nave spațiale Surveyor aveau lopeți robotizate concepute pentru a testa mecanica solului lunar. 
Înainte de misiunea sovietică Luna 9 (aterizare cu patru luni înainte de Surveyor 1) și de proiectul Surveyor, nu se știa cât de adânc era praful de pe Lună. Dacă praful era prea adânc, atunci nici un astronaut nu putea să aterizeze. Programul Surveyor a dovedit că debarcările erau posibile. Unele sonde Surveyor au avut instrumente care au contribuit la determinarea compoziției chimice a solului.

## Misiuni
Din cele șapte misiuni Surveyor, cinci au avut succes.
| Surveyor # | Lansare de pe Pământ | Sosirea pe Lună    | Note                                             |
| ---------- | -------------------- | ------------------ | ------------------------------------------------ |
| Surveyor 1 | 30 mai 1966          | 2 iunie 1966       | a aterizat în Oceanul Procellarum                |
| Surveyor 2 | 20 septembrie 1966   | 23 septembrie 1966 | s-a prăbușit în apropierea craterului Copernicus |
| Surveyor 3 | 17 aprilie 1967      | 20 aprilie 1967    | a aterizat în Oceanul Procellarum                |
| Surveyor 4 | 14 iulie 1967        | 17 iulie 1967      | s-a prăbușit în Sinusul Medial                   |
| Surveyor 5 | 8 septembrie 1967    | 11 septembrie 1967 | a aterizat în Mare Tranquillitatis               |
| Surveyor 6 | 7 noiembrie 1967     | 10 noiembrie 1967  | a aterizat în Sinus Medius                       |
| Surveyor 7 | 7 ianuarie 1968      | 10 ianuarie 1968   | a aterizat în apropierea craterului Tycho        |

Surveyor 6 a fost prima navă spațială planificată să se ridice de pe suprafața Lunii. Surveyor 3 a fost prima navă spațială care s-a ridicat în mod neintenționat de pe suprafața Lunii, lucru pe care l-a făcut de două ori, din cauza unei anomalii la radar-ul de aterizare al Surveyor, care nu a oprit motoarele. Modulul Lunar Apollo 12 Intrepid a aterizat la mai puțin de 200 de metri de Surveyor 3, așa cum a fost planificat. S-au descoperit că sistemele de televiziune și telemetrie ale Surveyor 3 au fost deteriorate de aterizările și ridicările neplanificate ale acestuia.